# Årdal
Årdal è un comune norvegese della contea di Vestland.